# Liste de locutions latines commençant par M

## M
Aller à l'index de locutions latines
Macte nova virtute, puer, sic itur ad astra.« Déploie ton jeune courage, enfant ; c'est ainsi qu'on s'élève vers les étoiles. » Virgile, l'Énéide, 9, 641. Paroles prophétiques qu'adresse Apollon au jeune Ascagne, fils d'Énée et petit-fils de Priam. Voir ici l'extrait du texte de Virgile. Voir aussi : Ad astra ainsi que Sic itur ad astra.
Magister dixit« Le maître l'a dit. » Dans les débats de scolastique médiévale, argument fondé sur l'affirmation : "Aristote lui-même l'a dit." Qualifie un argument d'autorité. Voir Ipse dixit.
Magna cum laude« Avec grande louange. » Mention honorifique décernée dans le cursus universitaire. Supérieure à Cum laude et inférieure à Summa cum laude.
Magna est vis consuetudinis« Puissante est la force de l'habitude. ».
Magna Europa est patria nostra« La grande Europe est notre patrie ». Un des leitmotiv politique du mouvement paneuropéen.
Magno cum gaudio« Avec grande joie. ».
Magnum opus« Grand Œuvre. » Chef-d'œuvre d'un artiste. En alchimie : transmutation du plomb en or.
Major e longinquo reverentia« De loin, l'admiration est plus grande. » Tacite, Annales, 1, 47.
Major poena minorem absorbat« La peine la plus grave absorbe la peine la moins grave. » Adage juridique.
Majores pennas nido« Déployer des ailes plus grandes que le nid natal. » Horace, Épîtres, 1, 20, 21.Voir ici un extrait du texte d'Horace.
Mala malus mala mala dat« Un mauvais pommier donne de mauvaises pommes. » Jeu de mots : les mots latins mālus, « pommier » et mălus, « mal » s'écrivent identiquement mais le premier se prononce avec un "a" long et le second avec un "a" bref.
Malitiis non est indulgendum« Il ne faut montrer aucune indulgence envers ceux qui sont de mauvaise foi. » Adage juridique.
Malum discordiae« Pomme de discorde. » Allusion à la pomme remise à Aphrodite par Pâris, ce qui provoquera la guerre de Troie. Association entre les mots mālus, « pommier » et mălus, « mal ».
Manu militari« Par la main militaire. » C'est-à-dire à l'aide de la force armée".
Manus dei« La main de Dieu. »
Manus manum lava« Une main lave l'autre » : se dit de deux membres d’une même profession qui se blanchissent l’un et l’autre des torts qu’on peut leur imputer. Au sens figuré : "fais-moi une faveur et je te la rendrai" ou encore "passe-moi la rhubarbe, je te rendrai le séné".
Mare nostrum« Notre mer. » La Méditerranée, considérée comme un lac intérieur par l'Empire romain.
Margaritas ante porcos« Jeter des perles aux cochons. » On dit aussi "donner de la confiture aux cochons".
Mater Dei« Mère de Dieu. » Dans la religion chrétienne : autre nom de Marie qui mit au monde Jésus de Nazareth.
Maxima debetur puero reverentia« Le plus grand respect est dû à l'enfance. » Juvénal, Satires, 14, 47. Voir ici le texte de Juvénal.
Mea culpa« C'est ma faute. » Expression tirée de la prière chrétienne du Confiteor et fréquemment utilisée dans le langage courant.
Medicus curat, natura sanat« Le médecin soigne, la nature guérit. » Proverbe.
Medice, cura te ipsum« Médecin, soigne-toi toi-même. » Bible, Nouveau Testament, Évangile de Luc, 4, 23. Parabole de Jésus Christ.
Medicina animi« Les remèdes de l'âme. » (en parlant des livres).
Medicorum nutrix est intemperantia« L'excès est la nourrice des médecins. »
Medicus dedit qui temporis morbo curam, Is plus remedii quam cutis sector dedit.« Le médecin qui a prescrit à la maladie le soin du temps, a prescrit un remède meilleur que s'il avait utilisé les fers. »
Memento mori« Souviens-toi que tu es mortel ; souviens-toi que tu mourras. » Voir aussi : Et in Arcadia Ego et Memento quia pulvis es.
Memento audere semper« Souviens-toi de toujours oser. » Formule latine adoptée pour devise par l'écrivain et poète italien Gabriele D'Annunzio.
Memento quia pulvis es« Souviens-toi que tu es poussière. » Bible, Genèse, 3, 19 : "C'est à la sueur de ton visage que tu mangeras du pain, jusqu'à ce que tu retournes dans la terre, d'où tu as été pris ; car tu es poussière et tu retourneras dans la poussière. »
Mens sana in corpore sano« Un esprit sain dans un corps sain. » Juvénal, Satires, 10, 356. Voir ici le texte de Juvénal.
Mihi cura futuri« Moi, je m'occupe de l'avenir. » Ovide, Métamorphoses, 13, 363. Dans une joute oratoire opposant Ajax et Ulysse, réclamant tous deux la gloire d'Achille après le combat contre Troie, Ulysse reproche à Ajax de n'être qu'une force brute quand lui-même ménage l'avenir. Voir ici le texte d'Ovide.
Minima de malis« De deux maux [choisit] le moindre. » Phèdre ; de même, ex malis eligere minima oportet : de plusieurs maux, il faut choisir le moindre (Ciceron de Officiis, 3,3
Minimum minimorum« Le plus petit des plus petits. »
Miserere nobis« Prenez pitié de nous. » Formule extraite de la prière chrétienne du Gloria et utilisée en divers moments de la liturgie.
Missi dominici« Envoyés du maître. »
Moderatio in omnibus« De la mesure en toute chose. » L'expression dérive de la formule Modus omnibus rebus, de même sens, que l'on trouve dans la comédie de Plaute Pœnulus, ou le jeune Carthaginois 1, 2, 238. Voir ici l'extrait de la comédie de Plaute.
Modus operandi« Mode opératoire ; manière d'agir. »
Modus vivendi« Moyen de vivre. » Arrangement permettant de faire cohabiter, collaborer, des personnes, des organisations en désaccord sur certains points. Au Canada, le modus vivendi a pris la forme juridique de l’accommodement raisonnable.
Moneat lex priusquam feriat« La loi doit avertir avant de frapper. » Adage juridique exprimant la prohibition des lois rétroactives. Voir : Lex moneat priusquam feriat.
More ferarum« À la manière des bêtes. » Position sexuelle. Voir Position de la levrette.
Mors, ubi est victoria tuaVoir Ubi est, mors, victoria tua.
Morituri te salutant« Ceux qui s'attendent à mourir te saluent. » Cette expression, dont on a fait une sorte d'emblème des combats de gladiateurs, n'est citée qu'une seule fois par les historiographes : chez Suétone, Vie des douze Césars, Vie de Claude, 21, 13 et dans des circonstances très particulières. Voir ici le texte de Suétone. Comme l'indique la forme "morituri", les combats de gladiateurs n'étaient pas nécessairement mortels et bien moins sanglants que nous l'a transmis la tradition. Voir Ave Cæsar, morituri te salutant.
Motu proprio« De son propre chef. » Lorsque le Saint-Père de l'Église catholique romaine publie un texte de son propre chef, sans demande des évêques ou du peuple catholique, sans réponse à un jugement ou à une demande d'avis, il est dit motu proprio.
Multa paucis« Beaucoup de choses en peu de mots. » La concision, idéal du style latin, illustrée entre autres par Térence.
Multa remittuntur ei peccata quia dilexit multum« Il lui est beaucoup pardonné car elle a beaucoup aimé. » Bible, Nouveau Testament, Évangile de Luc, 7, 47.
Multi sunt vocati, pauci vero electi« Il y a beaucoup d'appelés, mais peu d'élus. »
Mutatis mutandis« En changeant ce qui doit l'être. » En politique, en économie, en histoire, certaines situations sont comparables et peuvent éclairer les processus, l'avenir, etc., à condition d'effectuer les changements nécessaires. Ainsi, les deux situations seront comparables mutatis mutandis – en ayant changé ce qui doit l'être. (Bien entendu, l'exercice ne relève pas de la science, mais de la rhétorique).
Aller à l'index de locutions latines

### Macte animo! Generose puer, sic itur ad astra
Virgile, l’Énéide, 1, 638-644. [Traduction : Université catholique de Louvain.]
| Aetheria tum forte plaga crinitus Apollo desuper Ausonias acies urbemque uidebat, nube sedens, atque his uictorem adfatur Iulum : "Macte noua uirtute, puer ; sic itur ad astra, dis genite et geniture deos. Iure omnia bella gente sub Assaraci fato uentura resident, nec te Troia capit." | Alors précisément, dans un coin du ciel, Apollon chevelu voyait d'en haut les armées ausoniennes et la ville ; assis sur un nuage, il s'adresse ainsi au victorieux Iule : "Honneur à ton jeune courage, ô enfant; c'est ainsi qu'on atteint les astres ; tu es né de dieux et tu engendreras des dieux. En toute justice, les guerres à venir sous la race d'Assaracus s'arrêteront, par la volonté du destin ; et Troie ne te suffit plus." |
Retour à la liste des locutions latines.

### Majores pennas nido
Horace, Épîtres, 1, 20, 18-22. [Traduction : Ch.-M. Leconte de Lisle (1818-1894). Horace, traduction nouvelle ; Paris, A. Lemerre, 1911.]
| Cum tibi sol tepidus pluris admouerit auris, me libertino natum patre et in tenui re maiores pinnas nido extendisse loqueris, ut quantum generi demas, uirtutibus addas. | Quand le tiède soleil ouvrira beaucoup d'oreilles autour de toi, dis-leur que, né d'un père affranchi et n'ayant qu'un petit bien, j'ai étendu de grandes ailes hors de mon nid, et ajoute autant à mes vertus que tu ôteras à ma naissance. |
Retour à la liste des locutions latines.

### Maxima debetur puero reverentia
Juvénal, Satires, 14, 44-49. [Traduction : Henri Clouard, Juvénal et Perse. Garnier, Paris, 1934.]
| Nil dictu foedum uisuque haec limina tangat intra quae pater est. Procul, a procul inde puellae lenonum et cantus pernoctantis parasiti. Maxima debetur puero reuerentia, si quid turpe paras, nec tu pueri contempseris annos, sed peccaturo obstet tibi filius infans. | Que tout ce qui peut salir les oreilles et les yeux soit écarté des murs qui abritent un enfant ; loin de cette maison, bien loin, les courtisanes et les chansons d'un parasite noctambule ! Le plus grand respect est dû à l'enfance ; songes-y, en cas de perverse tentation ; et ne crois pas qu'il ne faille tenir compte d'un enfant très jeune : au contraire, au moment de mal faire, pense à ton fils au berceau et que cette pensée te retienne. |
Retour à la liste des locutions latines.

### Mea culpa
Confiteor, prière de la liturgie de l'Église catholique. [Traduction : version tridentine.]
| Confiteor Deo omnipotenti, beatae Mariae semper Virgini, beato Michaeli Archangelo, beato Joanni Baptistae, sanctis apostolis Petro et Paulo, omnibus Sanctis, et tibi, Pater : quia peccavi nimis cogitatione, verbo et opere. Mea culpa, mea culpa, mea maxima culpa. Ideo precor beatam Mariam semper Virginem, beatum Michaelem Archangelum, beatum Joanem Baptistam, sanctos apostolos Petrum et Paulum, omnes sanctos, et te, pater, orare pro me ad Dominum Deum nostrum. | Je confesse à Dieu Tout-Puissant, à la Bienheureuse Marie toujours vierge, à Saint Michel Archange, à Saint Jean-Baptiste, aux Saints Apôtres Pierre et Paul, à tous les Saints, et à vous, mon Père, que j’ai beaucoup péché, par pensées, par paroles et par actions. C’est ma faute, c’est ma faute, c’est ma très grande faute. C’est pourquoi je supplie la Bienheureuse Marie toujours vierge, Saint Michel Archange, Saint Jean-Baptiste, les Saints Apôtres Pierre et Paul, tous les Saints et vous mon Père, de prier pour moi le Seigneur notre Dieu. |
Retour à la liste des locutions latines.

### Mens sana in corpore sano
Juvénal, Satires, X, 350-364. [Traduction : Henri Clouard, Juvénal et Perse. Classiques Garnier, Paris, 1934.]
| Nos animorum inpulsu et caeca magnaque cupidine ducti coniugium petimus partumque uxoris, at illis notum qui pueri qualisque futura sit uxor. Ut tamen et poscas aliquid uoueasque sacellis exta et candiduli diuina tomacula porci, orandum est ut sit mens sana in corpore sano. Fortem posce animum mortis terrore carentem, qui spatium uitae extremum inter munera ponat naturae, qui ferre queat quoscumque labores, nesciat irasci, cupiat nihil et potiores Herculis aerumnas credat saeuosque labores et uenere et cenis et pluma Sardanapalli. Monstro quod ipse tibi possis dare; semita certe tranquillae per uirtutem patet unica uitae. | L'élan du cœur et la force aveugle du désir nous font souhaiter une épouse et des enfants : mais les dieux savent ce que seront ces enfants et ce que sera l'épouse. Tient-on néanmoins à faire des prières, à aller devant les autels, à offrir les entrailles et les boudins sacrés d'un cochon de sacrifice ? Ce qu'il faut alors implorer, c'est un esprit sain dans un corps sain. Demande une âme énergique, affranchie des terreurs de la mort et qui compte le terme de la vie au nombre des bienfaits naturels ; une âme qui ait la force de supporter toute peine, qui ignore la colère, qui n'ait point de passions, qui mette les travaux et les épreuves d'Hercule au-dessus des amours de Sardanapale, de ses festins et de ses lits moelleux. Je désigne là ce que chacun peut se donner à lui-même ; une vie tranquille n'a qu'un sentier, celui qui passe par la vertu. |
Retour à la liste des locutions latines.

### Mihi cura futuri
Ovide, Métamorphoses, 13, 362-369. [Traduction : G.T. Villenave ; Paris, 1806.]
Ajax et Ulysse s'affrontent dans une joute oratoire devant les vainqueurs grecs de Troie. Ajax accuse Ulysse de pusillanimité ; Ulysse rétorque qu'Ajax n'est qu'une force brute quand lui-même ménage l'avenir.
| Tibi dextera bello utilis, ingenium est, quod eget moderamine nostro ; tu uires sine mente geris, mihi cura futuri ; tu pugnare potes, pugnandi tempora mecum eligit Atrides ; tu tantum corpore prodes, nos animo ; quantoque ratem qui temperat, anteit remigis officium, quanto dux milite maior, tantum ego te supero. | Ton bras peut servir dans les combats, mais il a besoin que mes conseils le dirigent. Tu n'as qu'une force aveugle, je prévois l'avenir. Tu peux combattre, mais le fils d'Atrée choisit avec moi le temps du combat. Le corps seul agit en toi, dans Ulysse c'est la sagesse ; et autant le pilote qui gouverne le vaisseau est au-dessus du rameur, et le chef d'armée au-dessus du soldat, autant je l'emporte sur toi. |
Retour à la liste des locutions latines.

### Modus omnibus rebus
Plaute, Pœnulus, ou le jeune Carthaginois, 1, 2, 217-239. [Traduction : Faute de version française complète, cet extrait est issu de la traduction en français de la version anglaise publiée par la Perseus Digital Library (Tuft University).]
Deux jeunes sœurs, Adelphasium et Anterastilis s'entretiennent des hommes, des soins de la maison et de leur mise.
| ADELPHASIUM : Nam nos usque ab aurora ad hoc quod diei est, (postquam aurora inluxit, numquam concessamus) ex industria ambae numquam concessamus lavari aut fricari aut tergeri aut ornari, poliri expoliri, pingi fingi; et una binae singulis quae datae nobis ancillae, eae nos lavando eluendo operam dederunt, aggerundaque aqua sunt viri duo defessi. Apage sis, negoti quantum in muliere una est. Sed vero duae, sat scio, maxumo uni poplo cuilubet plus satis dare potis sunt, quae noctes diesque omni in aetate semper ornantur, lavantur, tergentur, poliuntur. Postremo modus muliebris nullust: numquam lavando et fricando scimus facere finem. (Nam quae lauta est nisi perculta est, meo quidem animo quasi inluta est.) ANTERASTILIS : Miror equidem, soror, te istaec sic fabulari, quae tam callida et docta sis et faceta. Nam quom sedulo munditer nos habemus, vix aegreque amatorculos invenimus. ADELPHASIUM : Ita est. Verum hoc unum tamen cogitato : modus omnibus rebus, soror, optimus est habitu. Mimia omnia nimium exhibent negoti hominibus ex se. | ADELPHASIUM : Nous deux, depuis l'aube jusqu'à cette heure, n'avons cessé de laver, récurer, frotter ; de nous habiller, de lisser, polisser, peindre, découper de toutes nos forces ; en même temps, les deux servantes procurées à chacune de nous n'ont cessé de nous assister dans le lavage et le nettoyage ; dans l'eau avec deux hommes d'appoint, elles se sont bien fatiguées. Crois-le! Une seule femme est une plaie ; mais s'il y a deux, elles sont en mesure de donner à la plus puissante nation plus de problèmes qu'il n'en faut ; d'être nuit et jour, toujours, à toute heure, à s'habiller, se laver, frotter, polir. Finalement, il n'y a pas de modération chez les femmes ; nous ne savons jamais mettre une limite au lavage et au nettoyage. Mais celle qui s'est lavée, sauf si elle est bien habillée, dans ma notion du moins, c'est comme si elle était sale. ANTERASTYLIS : Je m’étonne, ma sœur, que vous parliez de cette façon, vous qui êtes si savante, discrète et habile ; car, malgré tout le soin que nous portons à notre travail, à peine trouvons-nous quelques admirateurs pitoyables. ADELPHASIUM : Tel est le fait, mais à bien y réfléchir, il vaut mieux observer de la mesure en tout chose, ma sœur : l'excès apporte trop de troubles aux mortels. |
Retour à la liste des locutions latines.

### Morituri te salutant
Suétone, Vie des douze Césars, Vie de Claude, 21, 12-16. [Traduction : Université catholique de Louvain.]
| Quin et emissurus Fucinum lacum naumachiam ante commisit. Sed cum proclamantibus naumachiariis : "Haue imperator, morituri te salutant !" Respondisset : "Aut non", neque post hanc uocem quasi uenia data quisquam dimicare uellet, diu cunctatus an omnes igni ferroque absumeret, tandem e sede sua prosiluit ac per ambitum lacus non sine foeda uacillatione discurrens partim minando partim adhortando ad pugnam compulit. Hoc spectaculo classis Sicula et Rhodia concurrerunt, duodenarum triremium singulae, exciente bucina Tritone argenteo, qui e medio lacu per machinam emerserat. | Avant de faire assécher le lac Fucin, il y donna une naumachie. Mais les combattants s'étant écriés : "Salut à l'empereur ! Ceux qui peuvent mourir te saluent !", il répondit : "Salut à vous !". Ils prirent ce mot pour une grâce, et aucun d'eux ne voulut plus combattre. Claude hésita longtemps : il ne savait s'il les ferait périr tous par le fer ou par le feu. Enfin il s'élança de son siège, et, faisant le tour du lac d'un pas tremblant et ridicule, moitié par menace, moitié par promesse, il les força à combattre. Dans ce spectacle, on vit se heurter une flotte de Sicile et une flotte de Rhodes, chacune composée de douze trirèmes ; au bruit de la trompette un Triton d'argent mu par un ressort surgit au milieu du lac. |
Retour à la liste des locutions latines.